# 霍尔克姆

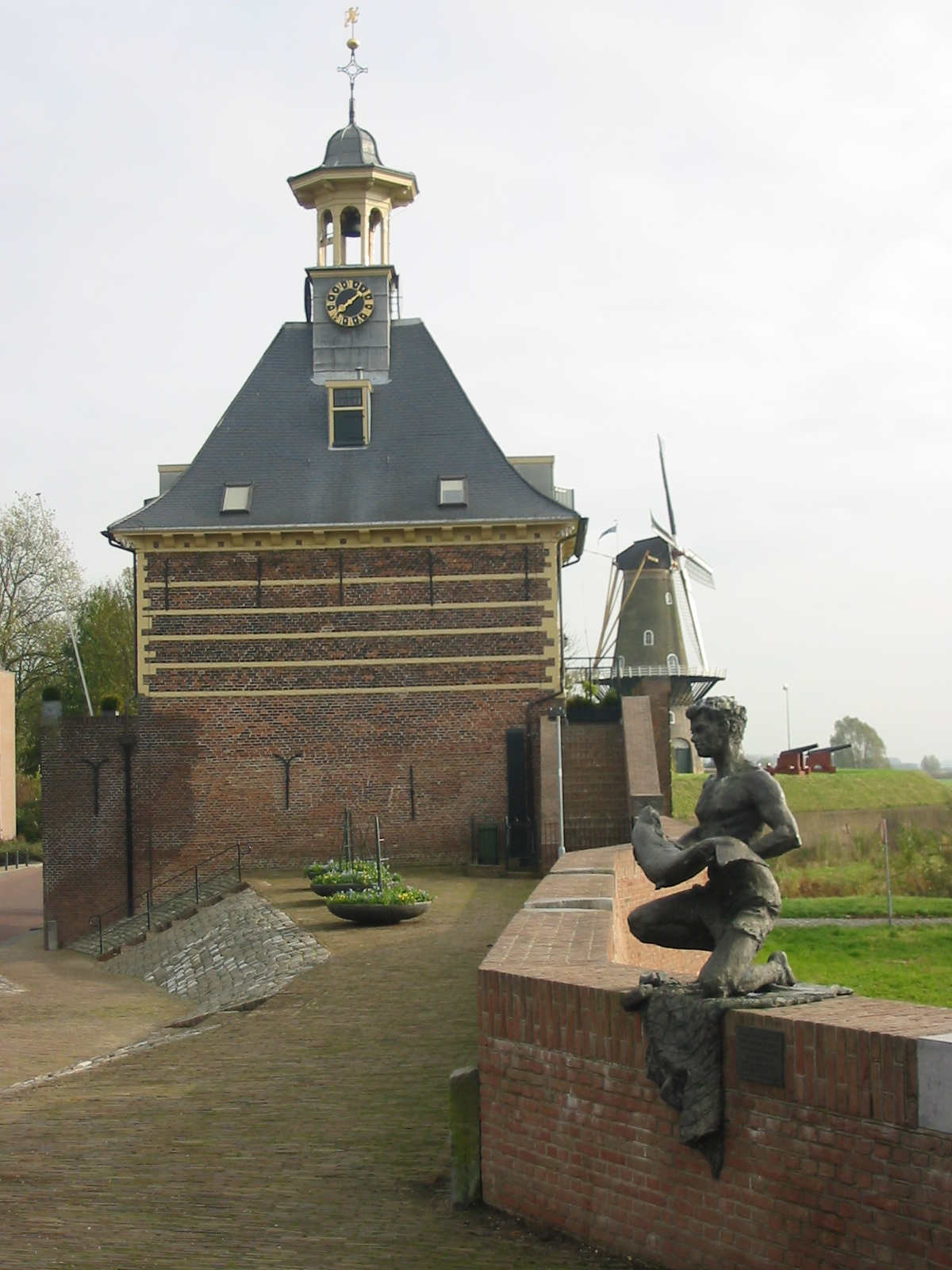
达勒姆门（Dalem poort）

霍尔克姆（荷蘭語：Gorinchem，荷蘭語：[ˈɣɔrkəm] ⓘ；亦按发音写作 或 ）是荷兰南荷兰省的一座城市与市镇。2004年该市镇人口34,623，面积21.99 km²，其中3.03 km²为水域。
霍尔克姆市镇也包括村庄达勒姆（Dalem）。

## 地名
该地名“Gorinchem”的发音与拼写不符，其发音为[ˈɣɔrkəm]，应译作“霍尔克姆”，《世界地名翻译大辞典》和《世界地名译名词典》中将其按拼写误译作“霍林赫姆”。

## 图集

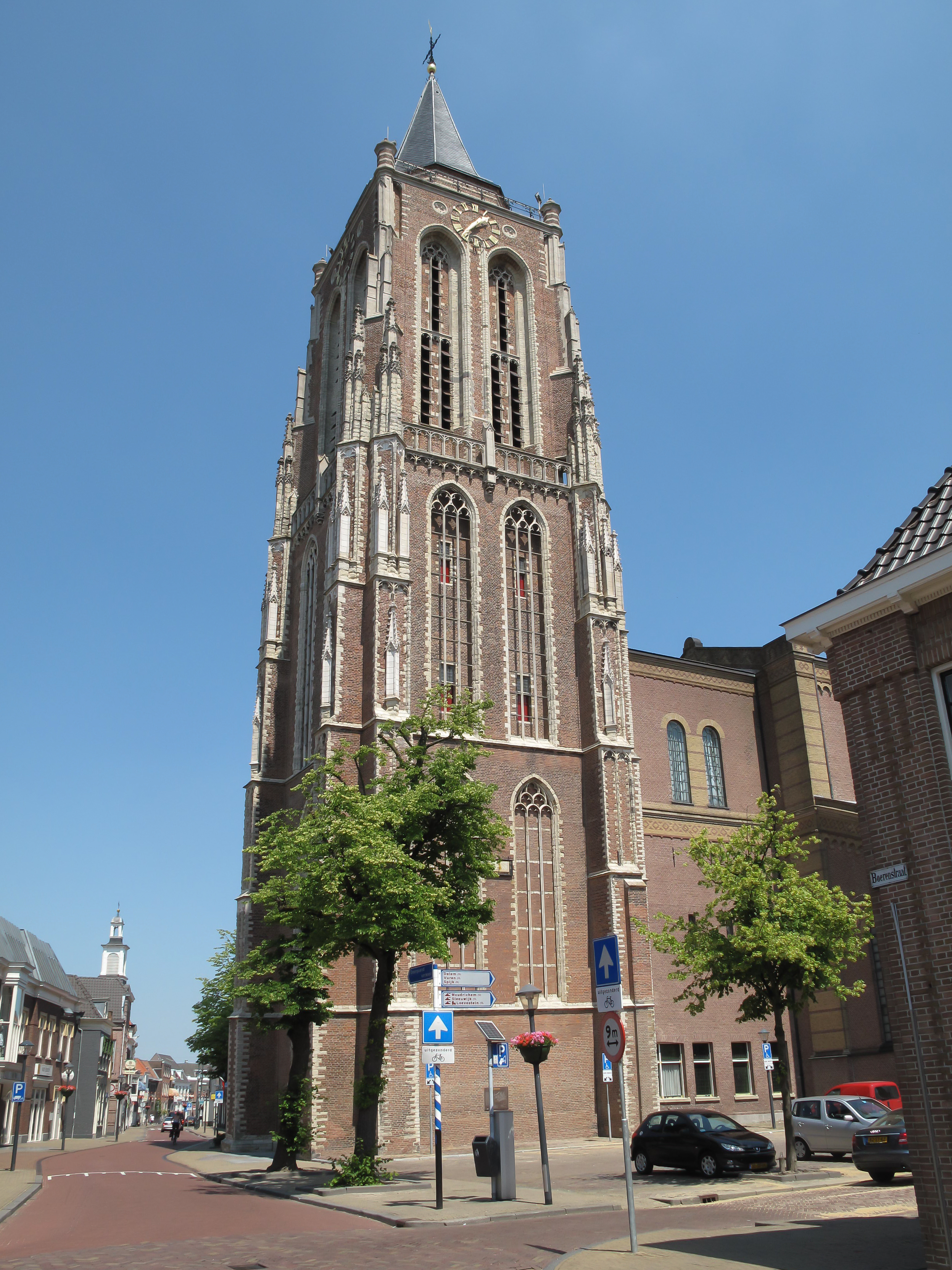
大教堂（de Grote Kerk）
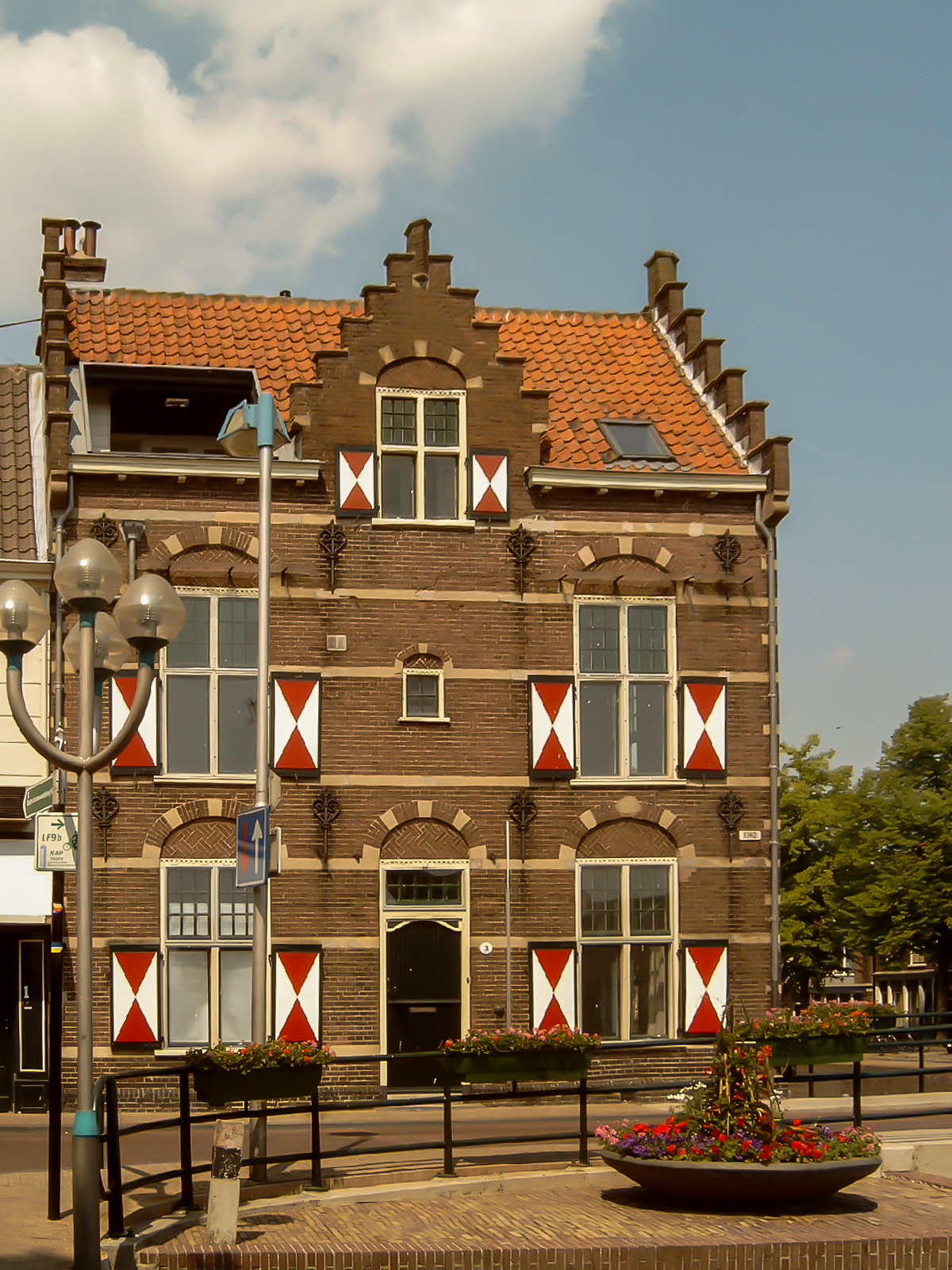
纪念性建筑
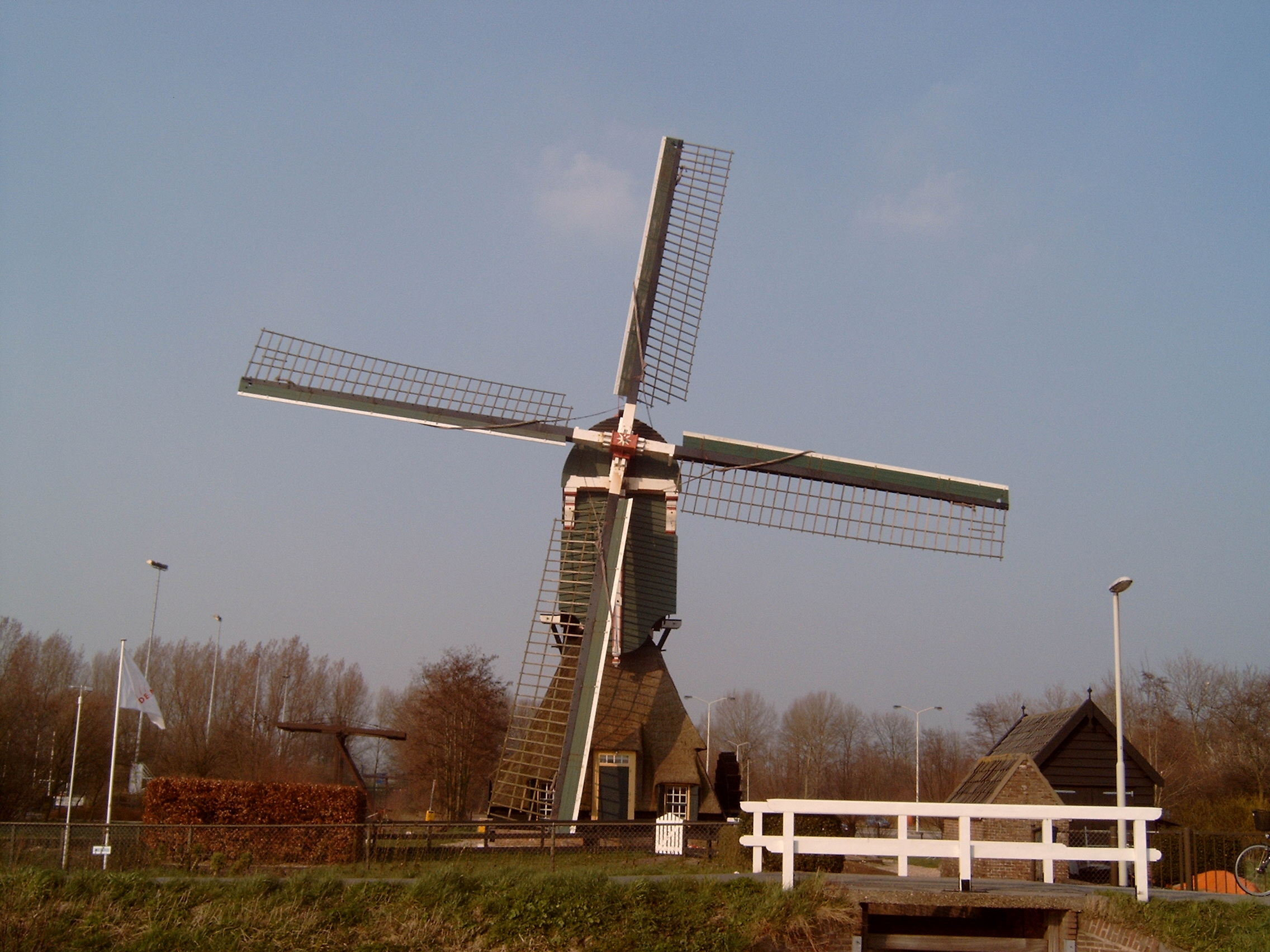
风车磨坊
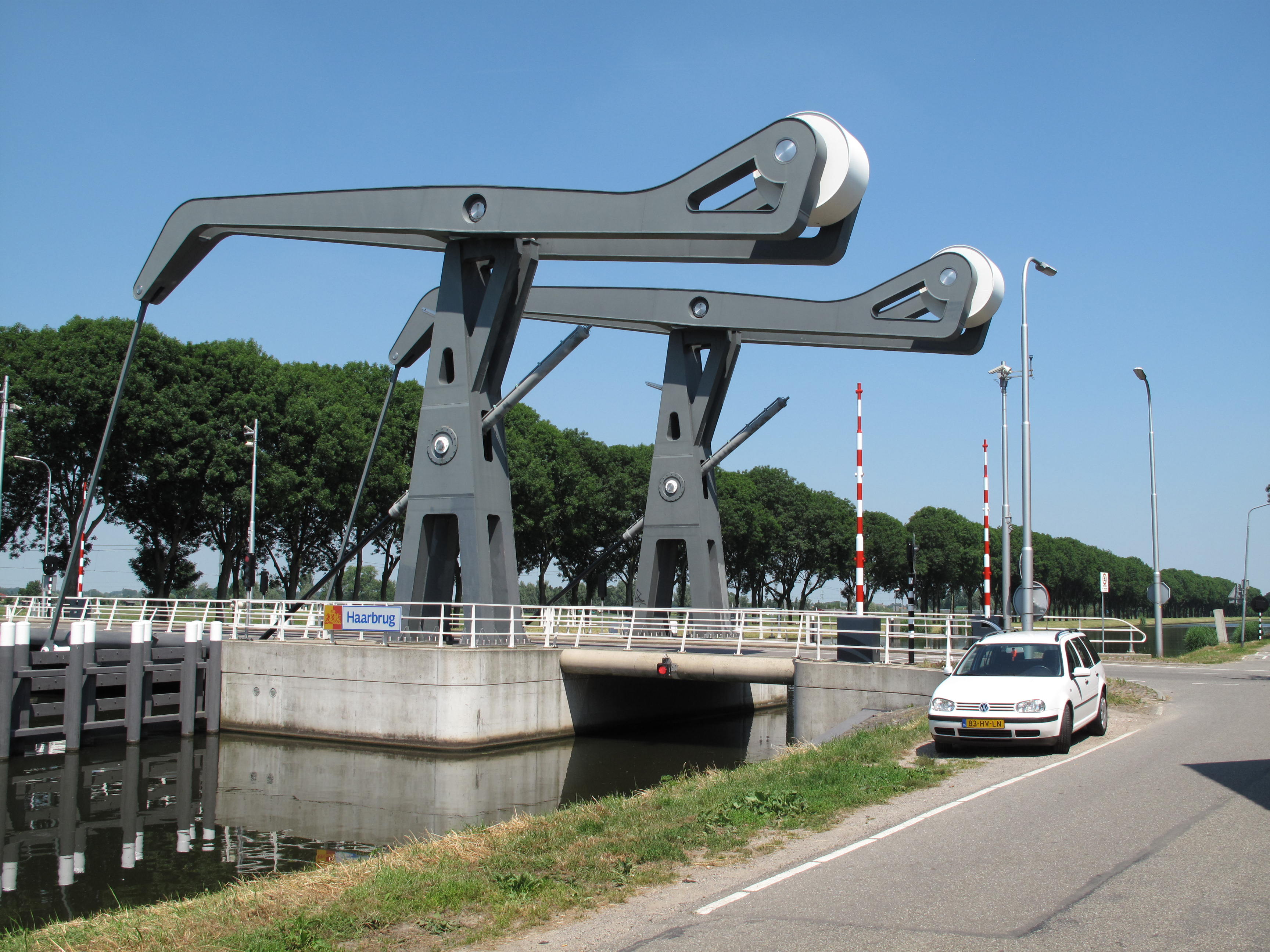
哈尔桥（Haarbrug）